# Peter Frederiksen (forfatter)
Peter Låge Frederiksen er en dansk forfatter og uddannet historiker fra Københavns Universitet, 1991. 
Peter Frederiksen har skrevet flere historiebøger, heraf en del rettet mod undervisning i historie i ungdomsuddannelserne.  
Peter Frederiksen har været studievært på dk4's historieprogram "Historie i tiden" og kommentator på DR og TV2 om særligt Vietnam og Cambodjas historie. 
Lektor Kruses Gymnasium siden 2019.

## Artikler (i udvalg)
- Pol Pot - manden bag smilet i De uforsvarlige. Politiske massemordere (Århus Universitetsforlag, 2016)
- Historie er dødt. Synspunkt. (Gymnasieskolen, 12, 2007)
- Hf taber de svage. Kronik. (Gymnasieskolen, 3, 2006)
- Kindkys af Pol Pot (Jyllands-Posten, kronik, 2004)
- Håndtryk til folkemorderne I – II (Berlingske Tidende, dobbeltkronik, 2004)
- Vietnams historie i Vietnam - fra kommandostyre til retssamfund (MS, 2003) (bidrag)
- Folkemord med dansk forbindelse i Bent Blüdnikow: Opgøret om den danske venstrefløj under den kolde krig (Peter La Cours forlag, 2003)
- Mellem potemkinkulisser og ideologisk forførelse i Peter Scharff-Smith og Adam Holm: Idealisme eller fanatisme – opgøret om venstrefløjen under den kolde krig (Forum, 2003)
- Folkemord og den danske forbindelse (Berlingske Tidende, kronik, 2002)
- Det tabte Retsopgør (Politiken, kronik, 2002)
- Cambodjas svære forsoning (Information, kronik, 2002)
- Demokratiet kan vente (Information, kronik 2002)
- Ho Chi Minh (Politiken, kronik, 2001)
- Folkedrab og demokrati (Politiken, Kronik, 2000)
- Studietimer på Gentofte HF (med Elsebeth Sanden). Gymnasieskolen, 4, 1997.
- General Sikorskis strategi for en polsk-tjekkoslovakisk føderation 1939-43 (Historisk Tidsskift, 1, 1994)

Ikke at forveksle med Peter Frederiksen (drabsdømt)